# 2000 YF2
2000 YF2, também escrito como 2000 YF2, é um objeto transnetuniano (TNO) que está localizado no cinturão de Kuiper, uma região do Sistema Solar. Ele é classificado como um cubewano. O mesmo possui uma magnitude absoluta de 7,0 e tem um diâmetro com cerca de 175 km.

## Descoberta
2000 YF2 foi descoberto no dia 17 de dezembro de 2000 pelos astrônomos M. J. Holman e B. Gladman, T. Grav.

## Órbita
A órbita de 2000 YF2 tem uma excentricidade de 0,076 e possui um semieixo maior de 45,730 UA. O seu periélio leva o mesmo a uma distância de 42,240 UA em relação ao Sol e seu afélio a 49,220 UA.